# Dovjansk (Luhansk)
Dovjansk (en ucraïnès: Довжанськ, en rus: Довжанск, Свердловск, Sverdlovsk) és una ciutat, centre administratiu del raion de Dovjansk a l'óblast de Luhansk a Ucraïna, situada actualment a zona autoproclamada República Popular de Luhansk de la Russia.

## Història
Ja al segle xviii existia un petit llogaret a Dolzhykovo-Orlovske. La primera explotació minera de carbó a escala industrial hi començà l'any 1870. El 1874, a cinc quilòmetres al sud-est del llogaret va ser fundada Sharapkino Dolzhanka. Entre 1876 i 1897, es va construir la línia de ferrocarril entre Debaltseve i Zverevo.
El 1917 els treballadors miners van formar la Guàrdia Roja que va prendre el control de les mines. L'any 1918 la ciutat va ser ocupada per l'exèrcit alemany i després per l'exèrcit blanc. En 20 de desembre de 1919 va passar al control de la República Socialista Soviètica d'Ucraïna. En 1938 la ciutat de Sverdlovsk va ser formada per la unió de diverses localitats. Les tropes nazis la van ocupar des del 22 de juliol de 1942 fins a 16 de febrer de 1943. Durant la postguerra la ciutat va ampliar i va diversificar la seva economia.
Des de desembre de 1991 Sverdlovsk va passar a formar part de la Ucraïna independent. L'any 2003, es va adoptar la nova bandera i l'escut d'armes de la ciutat.

## Demografia
L'evolució de la població entre 1926 i 2013 va ser la següent:

En el cens de 2001 la llengua materna de la població era pel 85,28% el rus i per l'11,64% l'ucraïnès.

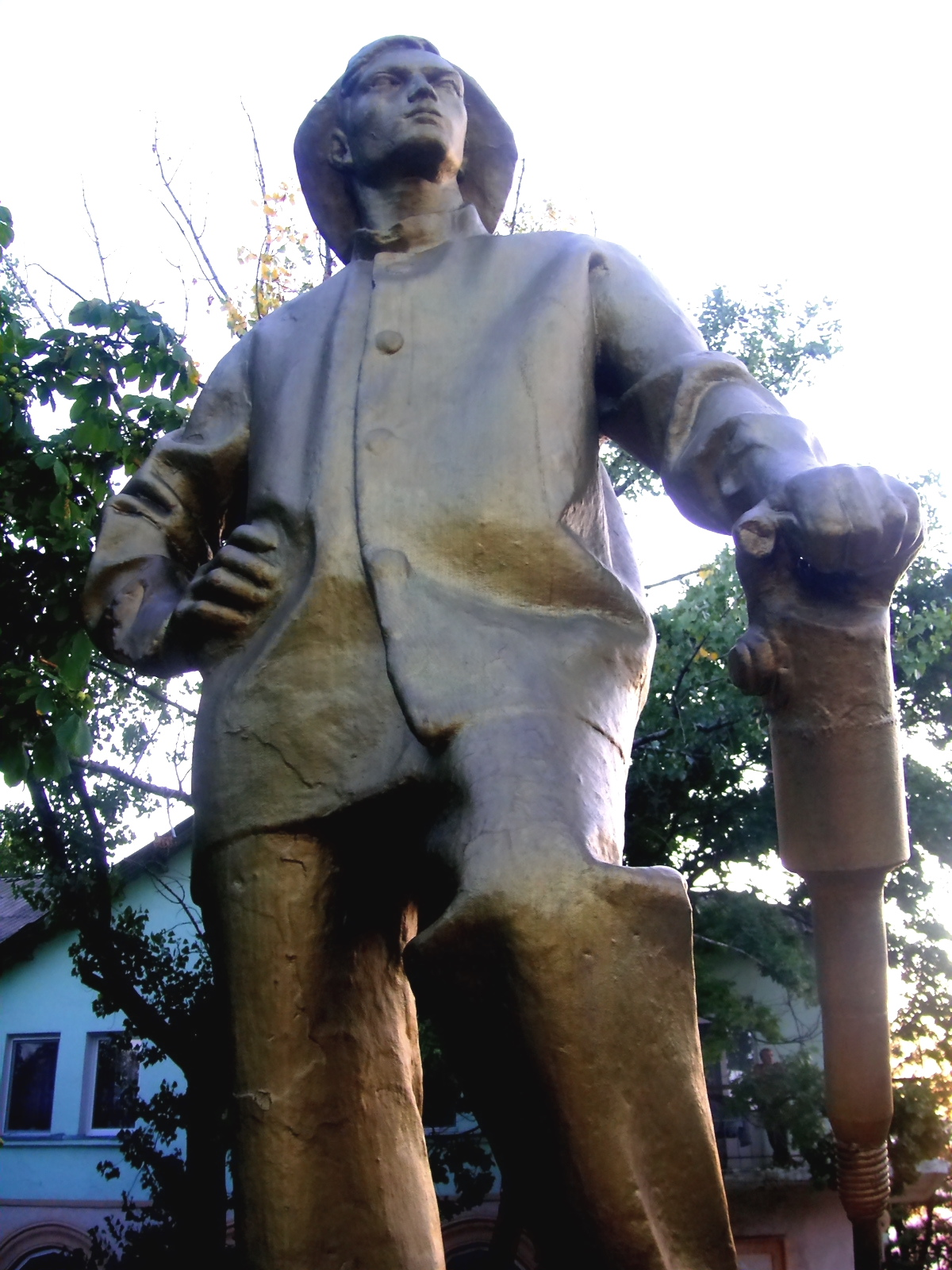
El Miner de Bronze, en Dovjansk.

## Economia
Dovjansk és un centre de miner del carbó. La ciutat també compta amb fàbriques d'aliatges d'alumini, màquines eines, equips de mineria, aliments i roba.